# Красняни (округ Жиліна)
Красняни (словац. Krasňany) — село, громада округу Жиліна, Жилінський край, регіон Горне Поважіє. Кадастрова площа громади — 15,18 км².
Населення 1595 осіб (станом на 31 грудня 2017 року).

## Історія
Красняни згадуються 1354 року.

## Населення
| Рік:            | 1994. | 2004.    | 2014.    | 2024.    |
| --------------- | ----- | -------- | -------- | -------- |
| Кількість осіб: | 1118  | 1231     | 1466     | 1669     |
| Різниця:        |       | +10,10 % | +19,09 % | +13,84 % |

| Рік:            | 2023. | 2024.   |
| --------------- | ----- | ------- |
| Кількість осіб: | 1660  | 1669    |
| Різниця:        |       | +0,54 % |